# Докьом
Докьом (на нидерландски: Dokkum) е град в Нидерландия, община Донгерадел в провинция Фризия. В селището живеят 13 145 граждани (към 1 януари 2006). Докьом е град от 1298 г., а през 1597 г. там е основано Адмиралтейството на Фризия, преместено в Харлинген през 1645 г. Градът е известен и с историческия факт, че е лобно място на Апостола на германоезичния свят Свети Бонифаций.

## Вятърни мелници
В Докьом функционират две от характерните за страната вятърни мелници. Наречени са „Зелденрьост“ и „Де Хооп“. Достъпни са за туристически посещения.

## Личности
Починали
- Бонифаций (672-754), англосаксонски мисионер

## Фотогалерия
- Мелницата „Зелденрьост“
- Мелницата „Де Хооп“